# المبادئ التوجيهية للوحدة الوطنية
المبادئ التوجيهية للوحدة الوطنية (بالصينية: 國家統一綱領) والتي كتبها مجلس التوحيد الوطني، وهو هيئة استشارية تابعة لحكومة جمهورية الصين، فيما يتعلق بتوحيد الصين. وقد اعتمد مجلس اليوان التنفيذي المبادئ التوجيهية للتوحيد الوطني في 23 فبراير 1991. تتضمن المبادئ التوجيهية عملية من ثلاث خطوات للتوحيد التدريجي بين البر الرئيسي للصين وتايوان.

## المبادئ
إن المبادئ التوجيهية للتوحيد الوطني تؤيد سياسة الصين الواحدة: "إن البر الرئيسي وتايوان جزءان من الأراضي الصينية. وينبغي أن يكون المساعدة في تحقيق التوحيد الوطني مسؤولية مشتركة بين جميع أبناء الشعب الصيني". ومع ذلك، أكدت الوثيقة أن التوحيد يجب أن "يحترم أولاً حقوق ومصالح الناس في منطقة تايوان، ويحمي أمنهم ورفاهتهم". وقد شدد مشروع سابق أكثر تطرفاً على "إرادة" الشعب في تايوان، وليس "حقوقه"، ولكن هذه الصياغة تغيرت بإصرار من رئيس وزراء جمهورية الصين هاو بي تسون. وقد تصورت المبادئ التوجيهية ثلاث مراحل يجب الوصول إليها قبل التخطيط للتوحيد: 
1. وأكد الطرفان أنهما لن "ينكرا وجود الآخر" في المجتمع الدولي، وأنهما سيتخليان عن استخدام القوة أو التهديد. ينبغي على البر الرئيسي أن يقوم بإصلاحات سياسية.
2. ويعتزم الجانبان إنشاء قنوات اتصال رسمية "على قدم المساواة" ومساعدة بعضهما البعض على المشاركة في المنظمات الدولية. وفي المقابل، سوف تساعد تايوان في تطوير اقتصاد البر الرئيسي وفتح الروابط الثلاثة لتكنولوجيا الاتصالات.
3. سيعمل الجانبان على إنشاء منظمة للتخطيط لتوحيد "الصين الديمقراطية والحرة والمزدهرة بشكل عادل"

إن مطالب المبادئ التوجيهية بأن تتخلى جمهورية الصين الشعبية عن استخدام القوة، وتمنح جمهورية الصين المساواة السياسية مع نفسها، وتسمح لها بالمشاركة في المنظمات الدولية، في حين تقدم القليل من تايوان في المقابل، تتناقض بشكل حاد مع مقترحات التوحيد المقدمة من الصين القارية. وعلاوة على ذلك، فإن الشرط المتمثل في أن تكون الصين "حرة وديمقراطية" حتى تفكر في التوحيد يحول دون إجراء مفاوضات مع الحزب الشيوعي الصيني الذي يحكم البلاد على البر الرئيسي. في الممارسة العملية، أدت الأهداف غير الواقعية للوحدة التي حددتها المبادئ التوجيهية إلى تعزيز أهداف تايوانية جمهورية الصين والثقافة السياسية المتمثلة في "بلد واحد على كل جانب" في تايوان. ومع ذلك، فمن الناحية الدبلوماسية، أدى تأكيد مبدأ الصين الواحدة من جانب تايوان إلى جعل إجماع عام 1992 ومحادثات وانغ كو ممكنين. 

## الإلغاء
وفي إطار تعهد "اللاءات الأربع وواحدة بدون"، وعد الرئيس تشين شوي بيان بعدم إلغاء المبادئ التوجيهية للوحدة الوطنية أو مجلس الوحدة الوطنية رسميًا على الرغم من موقف حزبه الداعم لاستقلال تايوان. في خطابه بمناسبة العام الصيني الجديد في 29 يناير 2006، اقترح الرئيس تشين شوي بيان إلغاء المبادئ التوجيهية للتوحيد الوطني ومجلس التوحيد الوطني. في 27 فبراير 2006، أعلن تشين رسمياً أن المبادئ التوجيهية "ستتوقف عن التطبيق" وأن المجلس "سيتوقف عن العمل". في البداية حذرت الولايات المتحدة تشين من إلغاء المجلس أو المبادئ التوجيهية، لكنها رفضت في وقت لاحق إدانته لأنها اعتقدت أن غياب مصطلح "إلغاء" لا يشكل خرقا للوضع الراهن. ولكن جمهورية الصين الشعبية أدانت على نطاق واسع تصرفات تشين، وحذرت من أن تشين "سيجلب الكارثة للمجتمع التايواني". كما أدان التحالف الأزرق هذه الخطوة باعتبارها استفزازية بلا داع، وزعم أن تشين يحتاج إلى التركيز على القضايا الاقتصادية في مواجهة معدلات البطالة والانتحار المتزايدة، وبدأ بعض المشرعين في تقديم عريضة لعزل تشين. ودافع تشين عن تحركه باعتباره ردا على التهديد العسكري من البر الرئيسي للصين. وبدون القيود القانونية التي فرضتها حكومة جمهورية الصين الشعبية، تمكن خليفة تشين، الرئيس ما ينغ جيو، من إدخال عصر غير مسبوق من التبادلات بين البر الرئيسي للصين وتايوان منذ عام 2008.

## روابط خارجية
- المبادئ التوجيهية للتوحيد الوطني (بالإنجليزية والصينية)